# Стево Тодорчевић
Стево Тодорчевић (Убовића Брдо, код Мркоњић Града, 9. фебруар 1955) српско-канадски је математичар, универзитетски професор и академик.
Редовни је члан Српске академије наука и уметности,  члан Канадског краљевског друштва (Royal Society of Canada) и професор Универзитета у Торонту на одељењу природних наука и инжењеринга. Поред тога, има статус старијег научника у француском CNRS. Ужива углед једног од најбољих српских математичара и водећег математичара у области теорије скупова и математичке логике на свету.

## Младост и образовање
Тодорчевић је рођен у селу Убовића Брдо где је живео до другог разреда основне школе. Тада се преселио са родитељима у Банатско Ново Село где је завршио основну школу. Затим је уписао гимназију "Урош Предић" у Панчеву. Свој талент и афинитет према математици није показивао до трећег разреда Гимназије. Професор математике му је била Славка Митровић која га, увидевши његов талент, није ни пропитивала у четвртом разреду. По завршеној гимназији се уписао на Природно-математички факултет у Београду. Посећивао је предавања професора Ђуре Курепе за посебно успешне студенте. Магистарску тезу је радио код професора Курепе 1978 године. Професор Курепа је био мишљења да је Стевин рад, који је приложио као магистарску тезу, био вредан доктората, па су му предложили да одбраном магистарске тезе и докторира. Стево није прихватио предлог па је 1979 године урадио докторску тезу, за чије читање и оцену професор Курепа није могао да нађе никога у Југославији, па се обратио двојици професора из Енглеске. Један од њих је био Кеит Девлин који је Стеви препоручио да оде на предавања професора Шелаха о форсингу у Јерусалим. На почетку одбране докторске тезе, професор Курепа је истакао да је Стево по таленту изнад свих 40 докторанада којима је он био ментор током своје каријере.

## Каријера
Тодорчевић је завршио студије математике на Београдском универзитету и докторирао 1979. године на Српској академији наука и уметности, под менторством академика Ђуре Курепе.
Био је руководилац једногодишњих тематскох програма на институту Mittag-Leffler у Стокхолму 2000-2001, Филдсовом институту у Торонту 2002-2003, 2012-2013. и CRM у Барселони 2003-2004. Руководио је научним пројектима NSF (САД), канадског NSERC, шпанског CSlC и француског CNRS. Канадска влада му је 2004. доделила звање Canada Research Chair на Универзитету у Торонту.
Држао је сталне или временски ограничене позиције на Берклију, Принстону (енгл. Institute for Advanced Study), Колорадо универзитету у Болдеру и Париском универзитету (VII).
Члан је редакција четири међународна математичка часописа. До сада је објавио осам монографија (прва је Partition Problems in Topology), од којих последње две у серијама Progress in Mathematics Биркхаузера и Annals of Mathematics Studies (Princeton University Press), а већину научних радова у математичким часописима: .
За редовног члана Српске академије наука изабран је 5. новембра 2009. године, а од 18. новембра 2016. је члан Канадског краљевског друштва (Royal Society of Canada), што је еквивалент националној академији наука.
По својим доприносима теорији скупова, академик Тодорчевић је водећи математичар у свету. Његов допринос је истакнуто видљив у комбинаторној теорији скупова и вези ове теорије са топологијом и анализом. Његови радови су препознатљиви по упадљивој оригиналности и техничкој бриљантности.
Његов главни допринос је откриће потпуно новог математичког објекта, ро (rho) функција и методе минималне шетње на ординалима. Ро функције Тодорчевић је искористио да нађе најјачу могућу негативну релацију раздвајања. Исте ро функције је његов докторанд Џастин Мур (Justin T. Moore) искористио да покаже да S- и L- простори нису дуални. У проучавању S- и L- простора у топологији, Тодорчевић је доказао значајну класификацијску теорему транзитивних релација на првом непребројивом ординалу. Заједно са Агриросом (Spiros A. Agryros), користи ро функције у конструкцији несепарабилних Банахових простора а затим да нађе одговор да ли је класа Аронсајнових (Nachman Aronszajn) дрвета добро квази уређена по неком уређењу а да при том су сачувана уметања у дрво. Тодорчевић је даље проучио у детаље компактне скупове Baire-ове класе 1 функција настављајући тиме рад Bourgain-а, Fremlin-а, Talagrand-а и других у теорији Банахових простора. Заједно са P. Larson-ом је завршио рад на старом Катетовом (Katetov) проблему метризације компактних простора. У Тодорчевићеве најсјајнија недавна достигнућа (и његових сарадника) долазе доприноси фон Нојмановим и Махарамовим проблемима, теорији несепарабилних Банахових простора, укључујући ту и решење старог проблема Дејвиса (Davis) и Џонсона (Johnson), решење дуго нерешеног проблема Лејвера (Laver), те његов рад на развоју теорије дуалности која повезује Ремзијеву (Ramsey) теорију коначности и тополошку динамику.

## Менторство
Тодорчевић је до сада био ментор двадесет деветорици докторанада, углавном на Универзитету Торонто и на париском Université Paris Diderot - Paris 7. Један од његових докторанада, Ilijas Farah, је добио Саксову награду 1997. године за дисертацију коју је одбранио на Торонтском универзитету јуна исте године.
Други његов докторанд, Justin Tatch Moore, је добио награду "Young Scholar's Competition" 2006. године у Бечу.
Ово такмичење је било део прославе стогодишњице Геделовог рођења.

## Награде и признања
Тодорчевић је до сада добио више престижних међународних награда за своје доприносе математици. Међу њима су
- прва награда Балканског математичког друштва за 1980. и 1982. годину[15]
- CRM-Fields-PIMS награда за математику за 2012.[12]
- Shoenfield награда за књигу Introcution to Ramsey Spaces за 2013.[16]
- двадесет седма годишња Gödel-ова награда Асоцијације за симболичку логику за 2016.[17]

Поред додељених му награда, Тодорчевић је био:
- истраживач на Милеровом институту фундаменталих истраживања Калифорнијског универзитета у Берклију (1983-5),
- истраживач на Принстонском институту напредних студија (1985-6)[18]
- члан програмског одбора Међународног конгреса математичара 2006, секција Логика и основе[19]
- инструктор Тарског (Tarski lecturer) у 2014